# Miriam Cruz
Miriam Cruz (nascida em 17 de agosto de 1968 em Santo Domingo) é uma cantora e atriz dominicana, mais bem conhecida por ser a vocalista do bem sucedido grupo feminino de merengue Las Chicas del Can. É ao lado de Milly Quezada e Olga Tañón uma das vocalistas femininas mais famosas do merengue.

## Discografia
- Nueva Vida
- Aquí Estoy
- Punto y Aparte

## Singles
- La Loba
- Tómalo Tú
- Te Propongo
- El Ñoño
- Me Siento tan Sola
- Con Agua y Sal
- Quiero Hacerte el Amor
- La Guayaba Podrida
- Me Muero
- Quiero
- Oye
- Es Cosa de Él